# 11-я гвардейская тяжёлая танковая бригада
11-я отдельная гвардейская тяжёлая танковая Корсуньско-Берлинская Краснознамённая орденов Суворова, Кутузова и Богдана Хмельницкого бригада (сокр. 11-я гв. оттбр) — воинское формирование Вооружённых Сил СССР, принимавшее участие в Великой Отечественной войне.

## История
Свою историю ведёт от 133-й танковой бригады
 сформированной в сентябре 1941 года на базе 10-й танковой дивизии
.
«За проявленные личным составом в боях с немецко-фашистскими захватчиками отвагу, стойкость, мужество и героизм» 8 декабря 1942 года была преобразована в гвардейскую и стала именоваться 11-й отдельной гвардейской танковой бригадой. 14 декабря 1942 г. в состав бригады передали 32 Т-34 и 21 Т-70 из состава танковой колонны «Тамбовский колхозник».
В феврале-марте 1943 года в составе 2-й танковой, затем 65-й армии Центрального фронта участвовала в наступательной операции на брянском направлении.
В оборонительном сражении под Курском в составе 2-й танковой армии вела ожесточённые бои на направлении одного из наиболее сильных ударов противника (район Ольховатка). Во взаимодействии с соединениями 13-й армии, 16-го и 19-го танковых корпусов отразила все попытки противника прорвать оборону советских войск.
Во 2-й половине 1943 года бригада участвовала в Орловской наступательной операции и разгроме немецких войск на Левобережной Украине.
В январе 1944 года передана в 1-й Украинский фронт, в составе войск которого участвовала в Корсунь-Шевченковской наступательной операции.
За отличие в боях по завершению уничтожения группировки немецких войск, окружённой в районе г. Корсунь-Шевченковский, была удостоена почётного наименования «Корсуньской» (26 февраля 1944 года).
В Уманско-Ботошанской наступательной операции 1944 года бригада в составе 2-й танковой армии 2-го Украинского фронта отличилась в боевых действиях при освобождении г. Умань, за что была награждена орденом Суворова 2-й степени (19 марта 1944 года).
В Люблин-Брестской наступательной операции 1944 года действовала в составе 8-й гвардейской армии.
За образцовое выполнение заданий командования при прорыве обороны противника западнее Ковеля была награждена орденом Красного Знамени (9 августа).
В конце июля вступила на территорию Польши. 2 августа в районе Тарнув форсировала р. Висла и в течение месяца вела ожесточённые бои по расширению захваченного плацдарма на левом берегу реки.
В октябре-ноябре 1944 года входила в состав Войска Польского. Своими кадрами и материальной частью оказала помощь в создании 1-го Польского танкового училища.

### Переформирование
В декабре 1944 года снова была включена в 1-й Белорусский фронт и переформирована в 11-ю отдельную гвардейскую тяжёлую танковую бригаду, её танковые батальоны были перевооружены тяжёлыми танками ИС-2 и переформированы в 90-й, 91-й, 92-й гвардейские тяжёлые танковые полки. Директивой ГШ КА № Орг/3/315085 от 01.12.1944 г. бригада переводится на новый тяжёлый штат. Срок готовности 1 января 1945.
В январе-марте 1945 года в составе 61-й и 8-й гвардейской армий участвовала в Варшавско-Познанской и Восточно-Померанской наступательных операциях.
За образцовое выполнение личным составом заданий командования при овладении городом и крепостью Познань и проявленные при этом доблесть и мужество была награждена орденом Кутузова 2-й степени (5 апреля 1945 года).
«За успешные действия в боях при разгроме немецко-фашистских войск в Восточной Померании» — орденом Богдана Хмельницкого 2-й степени (26 апреля 1944 года).
Отважно действовали танкисты бригады в составе 5-й ударной армии 1-го Белорусского фронта в Берлинской наступательной операции. В ходе прорыва оборонительных рубежей на подступах к Берлину и при его штурме они уничтожили и вывели из строя свыше 2 тысяч солдат и офицеров противника, более 60 танков и самоходных артиллерийских установок (штурмовых орудий), 200 орудий и миномётов, 270 пулемётных точек, освободили из концентрационных лагерей около 2 тысяч военно-пленных.
За отличие в боях при овладении Берлином бригаде было присвоено почётное наименование «Берлинской» (11 июня 1945 июня).

## Состав
При преобразовании в гвардейскую бригаду:
- Управление бригады (штат № 010/270)
- 1-й отдельный танковый батальон (штат № 010/271)
- 2-й отдельный танковый батальон (штат № 010/272)
- Мотострелково-пулемётный батальон (штат № 010/273)
- Истребительно-противотанковая батарея (штат № 010/274)
- Рота управления (штат № 010/275)
- Рота технического обеспечения (штат № 010/276)
- Медико-санитарный взвод (штат № 010/277)

10.08.1943 — 01.01.1944 переформирована по штатам № 010/500-010/506:
- Управление бригады (штат № 010/500)
- 1-й отд. танковый батальон (штат № 010/501)
- 2-й отд. танковый батальон (штат № 010/501)
- 3-й отд. танковый батальон (штат № 010/501)
- Моторизованный батальон автоматчиков (штат № 010/502)
- Зенитно-пулемётная рота (штат № 010/503)
- Рота управления (штат № 010/504)
- Рота технического обеспечения (штат № 010/505)
- Медсанвзвод (штат № 010/506)

С 1 января 1945 года:
- Управление бригады (штат № 010/500)
- 90-й гвардейский тяжёлый танковый полк (штат № 010/460)
- 91-й гвардейский тяжёлый танковый полк (штат № 010/460)
- 92-й гвардейский тяжёлый танковый полк (штат № 010/460)
- Разведывательная рота (штат № 010/526)
- Зенитная рота М-15 (штат № 010/527)
- Рота управления (штат № 010/504)
- Рота технического обеспечения (штат № 010/505)
- Медико-санитарный взвод (штат № 010/506)
- Стрелковое отделение отдела контрразведки «СМЕРШ» (штат № 010/516)
- в марте 1945 г. бригаде подчинялся 1818-й сап

## Подчинение
В составе войск Брянского, Юго-Западного, Сталинградского, Центрального, 1-го и 2-го Украинских, 1-го Белорусского фронтов.
В составе Действующей Армии: с 15.01.1943 по 02.09.1943 и с 18.01.1944 по 09.05.1945

## Командный состав бригады во время Великой Отечественной войны

### Командиры бригады
- 08.12.1942 — 02.08.1943 — Бубнов, Николай Матвеевич, подполковник, с 16.05.1942 полковник
- 03.08.1943 — 27.03.1944 — Кошаев, Николай Михайлович, подполковник, с 09.09.1943 полковник
- 28.03.1944 — 09.05.1945 — Еремеев, Борис Романович, полковник

### Заместитель командира бригады по строевой части
- на 01.45, 04.45 — Маруничев, Фрол Кузьмич, гв. подполковник

### Начальники штаба бригады
- 08.12.1942 — 00.12.1944 — Родионов, Пётр Фёдорович, майор
- 00.12.1944 — 10.06.1945 — Величко, Иван Леонтьевич, гв. майор, подполковник

### Заместители командира бригады по политической части
- 08.12.1942 — 19.06.1943 — Калустов, Григорий Шаумович, подполковник

### Заместитель командира бригады по технической части
- Козлов Виктор Захарович, гв. майор

### Начальник политотдела (с июня 1943 г. он же заместитель командира по политической части)
- 08.12.1942 — 19.06.1943	Ермаков Павел Илларионович, майор, с 19.04.1943 — подполковник
- 19.06.1943 — 07.08.1943	Калустов, Григорий Шаумович, подполковник, с 20.06.1943 — полковник (умер от ран)
- 13.08.1943 — 25.07.1945	Журавлёв Карп Матвеевич, подполковник, с 20.03.1945 — полковник

### Заместитель командира бригады по тыловой части
- Корниенко Никита Алексеевич, гв. майор интендантской службы

### Начальник оперативного отделения (Заместитель начальника штаба по оперативной работе)
- на 04.45	Безкоровайный, Георгий Максимович, гв. майор

Начальник химической службы
- на 02.45	Петров, Николай Михайлович, гв. майор

## Награды и почётные наименования
| Награда (наименование)                | Дата и номер указа (приказа)                                                   | За что получена |
| ------------------------------------- | ------------------------------------------------------------------------------ | --- |
| Почётное звание «Гвардейская»         | присвоено приказом НКО СССР от 8 декабря 1942 года                             | |
| Почётное наименование «Корсуньская»   | присвоено приказом Верховного главнокомандующего № 045 от 26 февраля 1944 года | за отличия в боях по завершению уничтожения окружённой группировки немецких захватчиков в районе города Корсунь-Шевченковский                                              |
| Почётное наименование «Берлинская»    | присвоено приказом Верховного главнокомандующего № 0111 от 11 июня 1945 года   | за отличие в боях при овладении столицей Германии городом Берлин |
| Орден Красного Знамени                | награждена указом Президиума Верховного Совета СССР от 9 августа 1944 года     | за образцовое выполнение заданий командования в боях при прорыве обороны немцев западнее Ковель и проявленные при этом доблесть и мужество                                 |
| Орден Суворова II степени             | награждена указом Президиума Верховного Совета СССР от 19 марта 1944 года      | за образцовое выполнение заданий командования в боях за освобождение города Умани и проявленные при этом доблесть и мужество                                               |
| Орден Кутузова II степени             | награждена указом Президиума Верховного Совета СССР от 5 апреля 1945 года      | за образцовое выполнение заданий командования в боях при овладении городом и крепостью Познань и проявленные при этом доблесть и мужество                                  |
| Орден Богдана Хмельницкого II степени | награждена указом Президиума Верховного Совета СССР от 26 апреля 1945 года     | за образцовое выполнение заданий командования в боях с немецкими захватчиками при овладении городами Штаргард, Наугард, Польцин и проявленные при этом доблесть и мужество |

## Герои Советского Союза
Многие воины бригады были награждены орденами и медалями, 14 удостоены звания Героя Советского Союза.
- Бубнов, Николай Матвеевич, гвардии подполковник, командир бригады. Звание присвоено посмертно.
- Еремеев, Борис Романович, гвардии полковник, командир бригады.
- Калашников, Прокофий Яковлевич, гвардии майор, командир танкового батальона.
- Калустов, Григорий Шаумович, гвардий полковник, заместитель командира бригады по политической части. Звание присвоено посмертно.
- Кошаев, Николай Михайлович, гвардии полковник, командир бригады.
- Крупинов, Пётр Никифорович, гвардии старшина, командир отделения автоматчиков моторизованного батальона автоматчиков.
- Матюнин, Михаил Григорьевич, гвардии старший сержант, командир отделения автоматчиков моторизованного батальона автоматчиков.
- Несветайлов, Владимир Иванович, гвардии лейтенант, командир танкового взвода.
- Пустовалов, Алексей Михайлович, гвардии младший лейтенант, командир взвода.
- Смирнов, Константин Александрович, гвардии младший лейтенант, командир танка. Звание присвоено посмертно.
- Телеченко, Яков Платонович, гвардии младший лейтенант, командир танка.